# D.B. Weiss
D.B. Weiss, właśc. Daniel Brett Weiss (ur. 23 kwietnia 1971 w Chicago) – amerykański pisarz, scenarzysta i producent telewizyjny. Wraz z Davidem Benioffem jest twórcą popularnego serialu HBO Gra o tron.

## Życiorys
D.B. Weiss urodził się 1971 roku i dorastał w Chicago. Następnie ukończył Wesleyan University, Trinity College oraz Iowa Writers’ Workshop.
W 2003 roku Weiss wydał jak dotąd jedyną swoją powieść zatytułowaną Lucky Wonder Boy.
Napisał na nowo scenariusz do adaptacji filmowej serii gier Halo w 2006 roku, bazując na scenariuszu napisanym przez Alexa Garlanda. Jednakże w 2007 roku, reżyser Neill Blomkamp uznał projekt za martwy.
W 2003 roku Weiss i David Benioff (byli przyjaciółmi z college’u) zostali wynajęci do napisania scenariusza Gry Endera w konsultacji z Wolfgangiem Petersenem. Niemniej scenariusz nie został użyty w filmie, który powstał dopiero 10 lat później.
Pracował nad scenariuszem do prequela filmu Jestem legendą, jednak reżyser Francis Lawrence stwierdził w maju 2011 roku, że nie sądzi by prequel kiedykolwiek powstał.
Weiss obecnie pracuje wraz z Benioffem przy serialu Gra o tron, którego są twórcami.

## Twórczość

### Powieści
- 2003 Lucky Wonder Boy

### Producent i scenarzysta
- od 2011 Gra o tron

### Reżyseria
- 2014 Gra o tron (odcinek Two Swords)
- 2019 Gra o tron (odcinek The Iron Throne)